# DDR2 SDRAM
DDR2 SDRAM (de las siglas en inglés Double Data Rate type two Synchronous Dynamic Random-Access Memory) es un tipo de memoria RAM, de la familia de las SDRAM usadas ya desde principios de 1970.

## Visión general
Los módulos DDR2 funcionan con 4 bits por ciclo, es decir 2 de ida y 2 de vuelta en un mismo ciclo mejorando sustancialmente el ancho de banda potencial bajo la misma frecuencia de una DDR SDRAM tradicional (si una DDR a 200 MHz reales entregaba 400 MHz nominales, la DDR2 por esos mismos 200 MHz reales entrega 800 MHz nominales). Este sistema funciona debido a que dentro de las memorias hay un pequeño buffer que es el que guarda la información para luego transmitirla fuera del módulo de memoria. En el caso de la DDR convencional este buffer tomaba los 2 bits para transmitirlos en 1 solo ciclo, lo que aumenta la frecuencia final. En las DDR2, el buffer almacena 4 bits para luego enviarlos, lo que a su vez redobla la frecuencia nominal sin necesidad de aumentar la frecuencia real de los módulos de memoria. 

Comparación gráfica entre memorias DDR, DDR2, DDR3 y DDR4

Las memorias DDR2 tienen mayores latencias que las conseguidas con las DDR convencionales, cosa que perjudicaba su rendimiento. Reducir la latencia en las DDR2 no es fácil. El mismo hecho de que el buffer de la memoria DDR2 pueda almacenar 4 bits para luego enviarlos es el causante de la mayor latencia, debido a que se necesita mayor tiempo de "escucha" por parte del buffer y mayor tiempo de trabajo por parte de los módulos de memoria, para recopilar esos 4 bits antes de poder enviar la información.

### Características
- Las memorias DDR2 son una mejora de las memorias DDR (Double Data Rate), que permiten que los búferes de entrada/salida funcionen al doble de la frecuencia del núcleo, permitiendo que durante cada  ciclo de reloj se realicen cuatro transferencias.
- Operan tanto en el flanco alto del reloj como en el bajo, en los puntos de 0 voltios y 1,8 voltios, lo que reduce el consumo de energía en aproximadamente el 50 por ciento del consumo de las DDR, que funcionaban a 0 y 2,5 voltios.
- Terminación de señal de memoria dentro del chip de la memoria ("Terminación integrada" u ODT) para evitar errores de transmisión de señal reflejada.

### Comparación DDR
DDR2 se introdujo a dos velocidades iniciales: 200 MHz (llamada PC2-3200) y 266 MHz (PC2-4200). Ambas tienen un menor rendimiento que sus equivalentes en DDR, ya que su mayor latencia hace que los tiempos totales de acceso sean hasta dos veces mayores. Sin embargo, la DDR no ha sido oficialmente introducida a velocidades por encima de los 266 MHz. Existen DDR-533 e incluso DDR-600, pero la JEDEC ha afirmado que no se estandarizarán. Estos módulos son, principalmente, optimizaciones de los fabricantes, que utilizan mucha más energía que los módulos con un reloj más lento, y no ofrecen un mayor rendimiento.
Actualmente, Intel soporta DDR2 en sus chipsets 9xx. AMD incluye soporte DDR2 en procesadores de la plataforma AM2 introducidos en 2006.
Los DIMM DDR2 tienen 240 pines, mientras que los de DDR tienen 184 y los de SDR 168.

## Historia

### Predecesor

#### DDR SDRAM
DDR SDRAM (de las siglas en inglés Double Data Rate Synchronous Dynamic Random-Access Memory) es un tipo de memoria RAM, de la familia de las SDRAM.

### Sucesor

#### DDR3 SDRAM
DDR3 SDRAM (de las siglas en inglés Double Data Rate type Three Synchronous Dynamic Random-Access Memory) es un tipo de memoria RAM, de la familia de las SDRAM.

## Visión detallada

### Estándares

#### Módulos

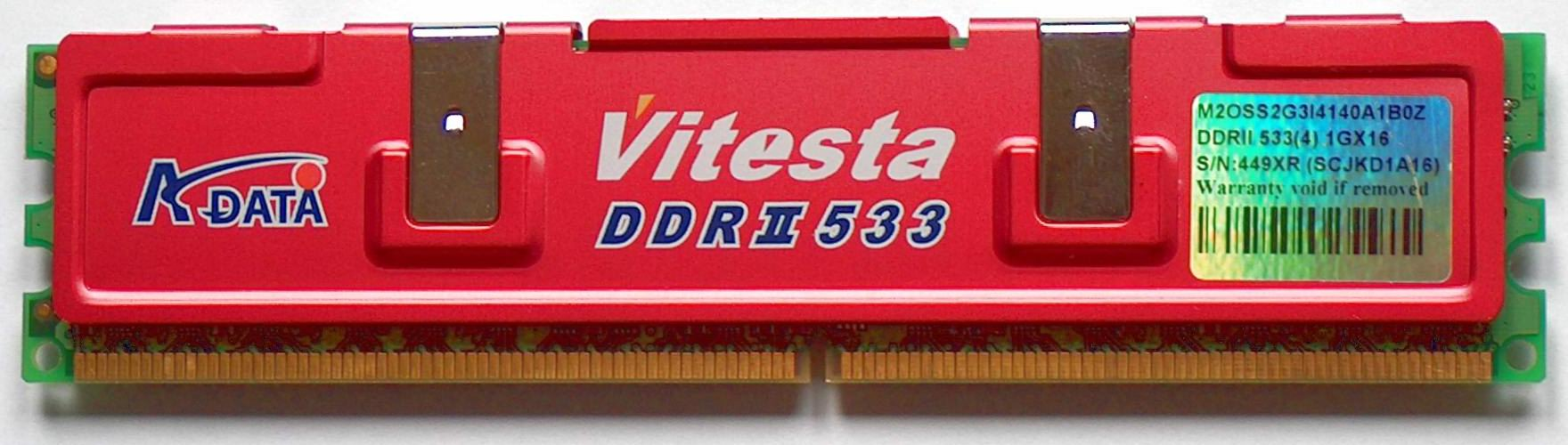
Un módulo DDR2 de 1 GB con disipador

Para usar en PC, las DDR2 SDRAM son suministradas en tarjetas de memoria DIMM con 240 pines y una localización con una sola ranura. Las tarjetas DIMM son identificadas por su máxima capacidad de transferencia, llamado ancho de banda.
| Nombre estándar | Velocidad del reloj | Tiempo entre señales | Velocidad del reloj de E/S | Datos transferidos por segundo | Nombre del módulo | Máxima capacidad de transferencia |
| --------------- | ------------------- | -------------------- | -------------------------- | ------------------------------ | ----------------- | --------------------------------- |
| DDR2-333        | 100 MHz             | 10 ns                | 166 MHz                    | 333 millones                   | PC2-2600          | 2664 MB/s                         |
| DDR2-400        | 100 MHz             | 10 ns                | 200 MHz                    | 400 millones                   | PC2-3200          | 3200 MB/s                         |
| DDR2-533        | 133 MHz             | 7,5 ns               | 266 MHz                    | 533 millones                   | PC2-4200          | 4264 MB/s                         |
| DDR2-600        | 150 MHz             | 6,7 ns               | 300 MHz                    | 600 millones                   | PC2-4800          | 4800 MB/s                         |
| DDR2-667        | 166 MHz             | 6 ns                 | 333 MHz                    | 667 Millones                   | PC2-5300          | 5336 MB/s                         |
| DDR2-800        | 200 MHz             | 5 ns                 | 400 MHz                    | 800 Millones                   | PC2-6400          | 6400 MB/s                         |
| DDR2-1000       | 250 MHz             | 4 ns                 | 500 MHz                    | 1000 Millones                  | PC2-8000          | 8000 MB/s                         |
| DDR2-1066       | 266 MHz             | 3,75 ns              | 533 MHz                    | 1066 Millones                  | PC2-8500          | 8530 MB/s                         |
| DDR2-1150       | 286 MHz             | 3,5 ns               | 575 MHz                    | 1150 Millones                  | PC2-9200          | 9200 MB/s                         |
| DDR2-1200       | 300 MHz             | 3,3 ns               | 600 MHz                    | 1200 Millones                  | PC2-9600          | 9600 MB/s                         |

Nota: DDR2 indica la tasa de transferencia de datos, que es el doble de la velocidad del reloj de E/S (doble tasa de transferencia), mientras que PC2-xxxx indica el ancho de banda teórico (truncado en sus dos últimas cifras). El ancho de banda se calcula multiplicando la tasa de transferencia de datos por ocho, ya que DDR2 transfiere datos en un canal de 64 bits (8 Bytes), esto se empezó a usar para mostrar la velocidad de transferencia frente a las memorias "Rambus" que eran más rápidas en sus ciclos de reloj operación, pero solo eran de 16 bits
1 Algunos fabricantes etiquetan sus memorias DDR2-667 como PC2-5400 en vez de PC2-5300. Al menos un fabricante ha informado que esto refleja pruebas satisfactorias a una velocidad más rápida que la normal.

## Tecnologías relacionadas

### GDDR2
El primer producto comercial en afirmar que usaba tecnología GDDR2 fue la tarjeta gráfica nVIDIA GeForce FX 5800. Sin embargo, es importante aclarar que la memoria "DDR2" usada en las tarjetas gráficas (llamada oficialmente GDDR2) no es DDR2, sino un punto intermedio entre las DDR y DDR2. De hecho, no incluye el (importantísimo) doble ratio del reloj de entrada/salida, y tiene serios problemas de sobrecalentamiento debido a los voltajes nominales de la DDR. ATI Technologies (ahora AMD) posteriormente ha desarrollado aún más el formato GDDR, hasta el GDDR3, que es más parecido a las especificaciones de la DDR2, aunque con varios añadidos específicos para tarjetas gráficas.
Tras la introducción de la GDDR2 con la serie FX 5800, las series 5900 y 5950 volvieron a usar DDR, pero la 5700 Ultra usaba GDDR2 con una velocidad de 450 MHz (en comparación con los 400 MHz de la 5800 o los 500 MHz de la 5800 Ultra).
La Radeon 9800 Pro de ATI con 256 MiB de memoria (no la versión de 128 MiB) usaba también GDDR2, porque esta memoria necesita menos pines que la DDR. La memoria de la Radeon 9800 Pro de 256 MiB solo va 20 MHz más rápida que la versión de 128 MiB, principalmente para contrarrestar el impacto de rendimiento causado por su mayor latencia y su mayor número de chips. La siguiente tarjeta, la Radeon 9800 XT, volvió a usar DDR, y posteriormente ATI comenzó a utilizar GDDR3 en su línea de tarjetas Radeon X800 hasta la mayoría de la serie Radeon HD 4000.
Las tarjetas de nueva generación (comprendidas entre la mayoría de tarjetas de la serie HD 5000 de AMD y GTX 400 de Nvidia hasta las R7/R9 300 Series y las GTX 900 Series) usan el formato GDDR5; por parte de ATi, las tarjetas de alto rendimiento, algunas serie HD4000(solo la hd4870, hd4890 y la hd4770), las gamas medio-altas de las series HD5000 y HD6000, utilizan GDDR5. Por parte de Nvidia, las tarjeta gráficas de gama alta de las series 400 y 500.
Actualmente AMD está implementando la memoria HBM v1 en sus chips Fiji XT y Fiji Pro (R9 Fury y R9 Fury X, respectivamente) de un gran rendimiento. La contra es que es una memoria que no soporta overclock actualmente, por un límite a nivel hardware.